# Jan Kozamernik
Jan Kozamernik je slovenski odbojkar, ki prihaja iz Črnuč. Rojen je bil 24.12.1995 v bolnišnici Ljubljana. Najprej je bil navdušen nad nogometom kjer je bil golman a je zaradi najboljšega prijatelja začel trenirati odbojko pri OK Črnuče. Zaradi krize pri Črnučah je prestopil v ACH Volley Ljubljana. Udeležil se je evropskega prvenstva 2015 kjer je slovenska moška reprezentanca osvojila odlično 2. mesto. Prav tako pa je igral tudi na evropskem prvenstvu 2019 kjer je dobil naziv najboljši bloker evrovolleya 2019. Hotel je oditi trenirati v tujino in je tudi odšel v dobro Italijansko ligo. Najprej je bil pri Trentino volley a je nato zaradi svoje pozicije odšel h Power Volley Milano.